# リンクトレーナー

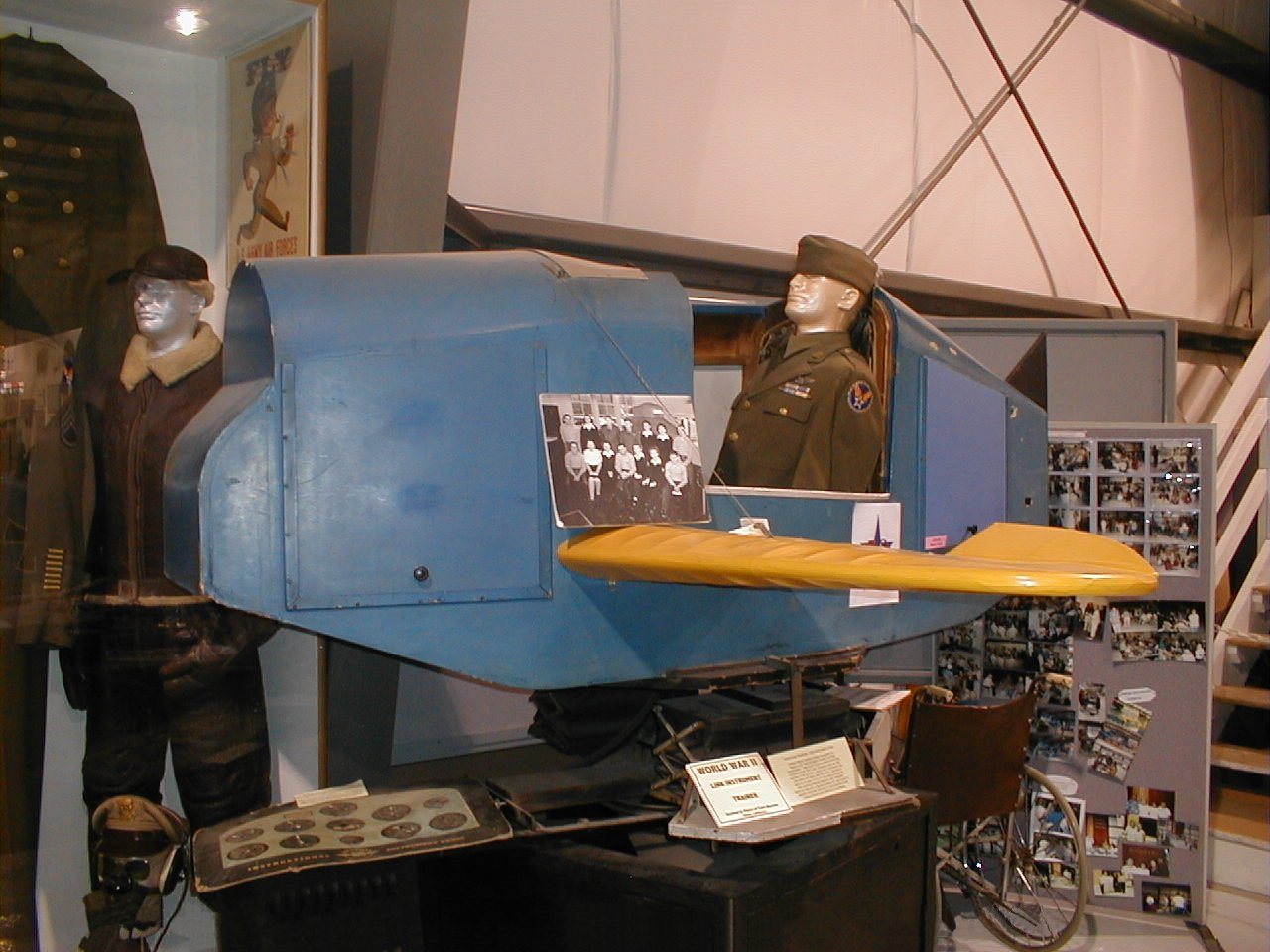
リンクトレーナー

リンクトレーナー（Link Trainer）、又は「ブルーボックス」（"Blue box"）や「パイロットトレーナー」（"Pilot Trainer"）としても知られる用語は、 1930年代初めから1950年代初めにかけて使用されたエドウィン・リンクが開発した一連のフライトシミュレータ製品を指す。リンクは、ニューヨーク州 ビンガムトンで営んでいた家業に従事している1929年にリンクトレーナーの基となる技術を開発した。このシミュレータは、あらゆる参戦国のほぼ全てがパイロットの操縦訓練の補助器具としてこの装置を使用したことから第二次世界大戦中に有名となった。
オリジナルのリンクトレーナーは新人パイロットに安全に計器飛行の手法を教えるために1929年に作られた。元はオルガンとジュークボックスの製造者であったリンクは自身のポンプ、バルブ、ふいごに関する知識を利用してパイロットの操縦に反応し、装着された計器を正確に読み取るフライトシミュレータを作り出した。50万人以上のアメリカ合衆国のパイロットがリンクトレーナーで訓練を受け、オーストラリア、カナダ、ドイツ、イギリス、イスラエル、日本、パキスタン、ソビエト連邦といった数多くの国のパイロット訓練にも使用された。
日本では1970年代まで唯一フライトシミュレータメーカーの東京航空計器がライセンスを受け製造した。推定製造数は40 - 50機で、戦時中は陸軍、海軍、空軍、戦後は陸上、航空、海上自衛隊、航空局、航空大学校に納入した。旧日本軍で正式に「地上演習機」と呼称され、日本海軍予科練では「ハトポッポ」とも称された。
リンク・フライトトレーナーはアメリカ機械工学会により歴史的機械技術遺産（英語: A Historic Mechanical Engineering Landmark）に選定された。リンク社 (Link Company) は、現在L-3 コミュニケーションズ社の一部となり、宇宙船用のシミュレータを造り続けている。

## 起源

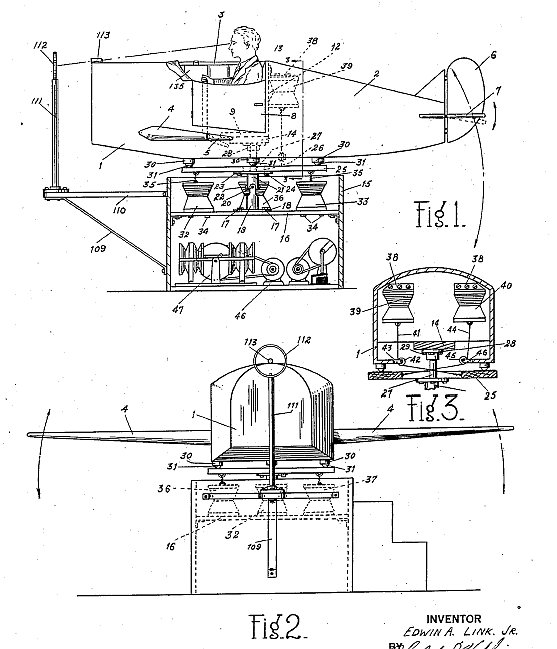
エドウィン・リンク設計のフライトシミュレーターの図(USA - 1930)

エドウィン・リンクは青年期に飛行することに熱注したが費用が高額で実際に飛行できず、1927年に学校を卒業するとシミュレーターの開発を始めて実験に18か月を要した。1929年に発表された最初のパイロットトレーナーは、外観上は短い木製の主翼とユニバーサルジョイント上に載った胴体を持つ玩具の飛行機であった。家族が所有してニューヨークのビンガムトンで営業するリンク・オルガン工場で作られた、オルガン用ふいごが電気ポンプで駆動され、パイロットが動かす操縦桿に追随してトレーナーのピッチとロールの姿勢を制御した。
リンクの最初の軍向けの販売は、アメリカ陸軍航空隊がU.S.エアメールの事業を引き継いだ時に起こったエアメール・スキャンダルから生まれた。計器飛行方式に習熟していないことが原因で78日間で12名のパイロットが死亡した大量の犠牲が、陸軍航空隊にリンクのパイロットトレーナーを含む多種の問題解決手法の検討を促した。1934年に陸軍航空隊は、自らの評価チームが飛行不能と判定した霧の立ち込める気象条件下でリンクが会合に出席するために飛行したことで、計器飛行訓練の潜在能力を強く認識し、最初のパイロットトレーナーを単価3,500ドルで6基発注した。
リンク社は急速に成長し、第二次世界大戦の期間中に数万名の未熟なパイロット達に「ブルーボックス」（他の国々では別の色で塗装されていたが）として知られたANT-18基本計器トレーナーはアメリカ合衆国や連合国のあらゆる飛行学校の標準装備品となった。戦争期間中にリンク社は1万基以上のブルーボックスを製造し、これは換算すると45分に1台の割合であった。

## リンクトレーナーの各型
1934年から1950年代終わりの期間に数機種のリンクトレーナーが販売された。これらのトレーナーはその時代時代の航空機の増加する計器や飛行特性に応じて改良が加えられたが、最初の製品で開発された電気と油圧を使用した基本構造は踏襲していた。
1934年から1940年代初めまでに製造されたトレーナーは胴体を明るい青色、主翼と尾翼を黄色に塗装されていた。この主翼と尾翼はパイロットが操作する方向舵のペダルと操縦桿の動きに従い実際に動翼部が可動したが、大戦中期から後期にかけて生産されたトレーナーは物資不足と生産時間短縮のために可動する主翼と尾翼は取り付けられなかった。

### パイロットトレーナー
パイロットトレーナーはリンクの最初の製品であり、1929年の試作型からの発展版であった。

### ANT-18

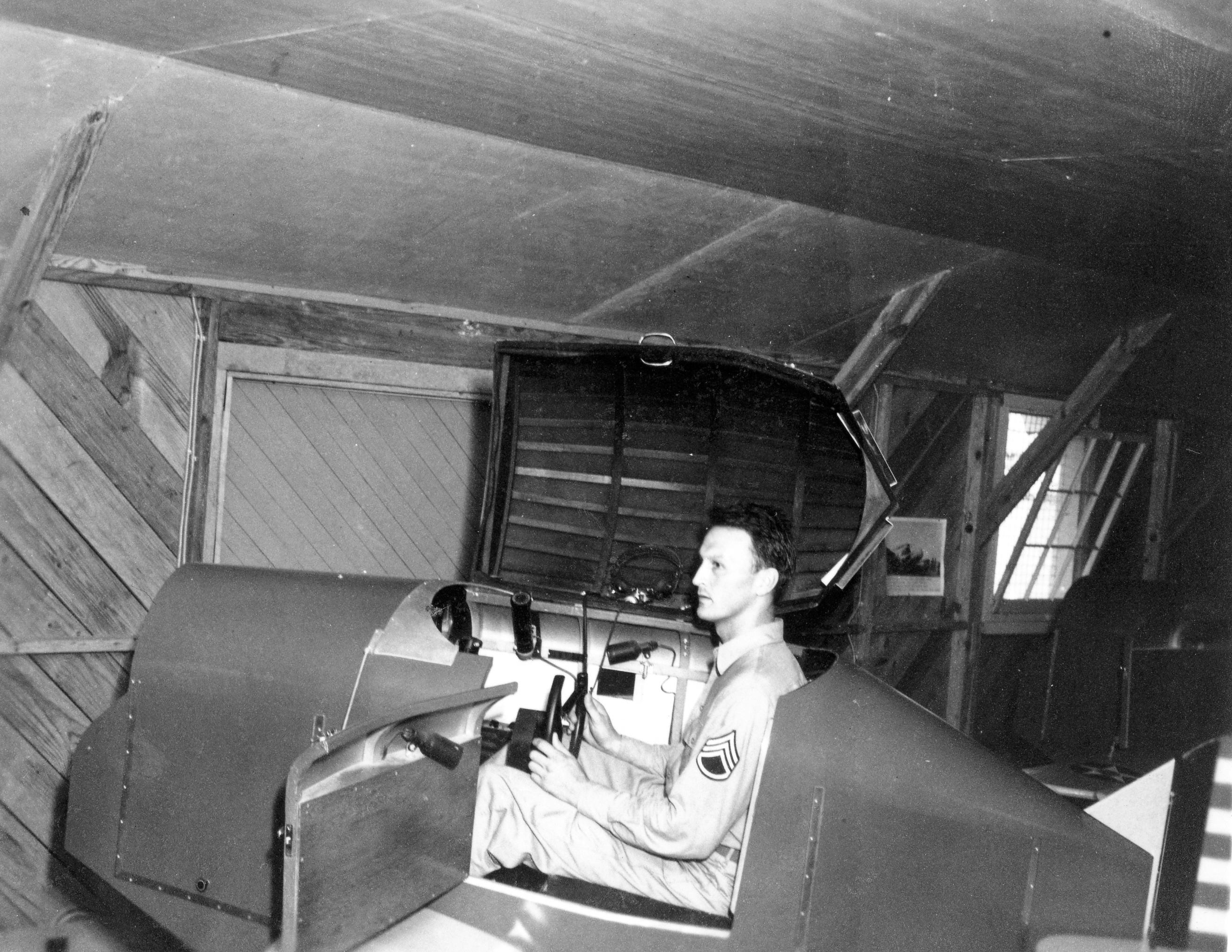
セイモアのフリーマン・フィールドにあるリンクトレーナー。第二次世界大戦中にフリーマン・フィールドは米陸軍航空隊の飛行場であった。

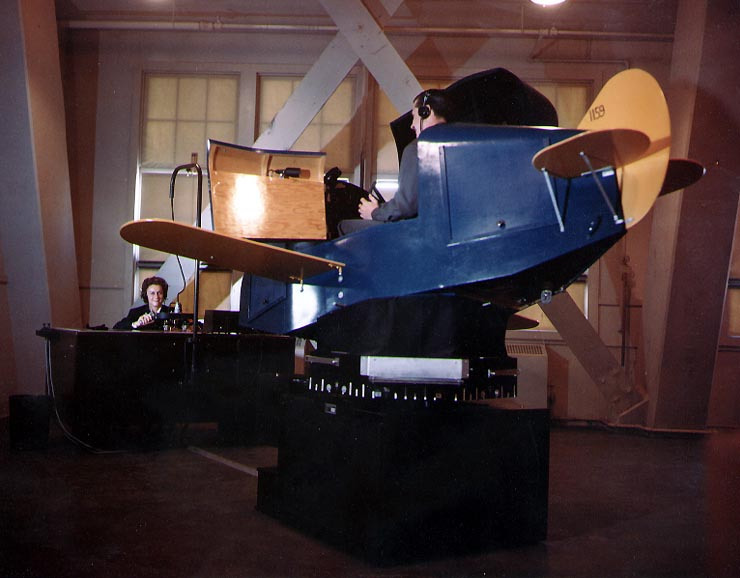
アメリカ海軍で使用されるリンクトレーナー

2機種目で最も量産されたリンクトレーナーはC3型を多少改良したANT-18 (Army Navy Trainer model 18) であった。この型の計器盤に幾らか改造を施されたD2と命名された型がカナダ空軍とイギリス空軍向けにカナダ国内で生産された。これは第二次世界大戦前と中に数多くの国々でパイロット訓練に使用され、特にイギリス連邦航空訓練計画において多用された。
ANT-18は全3軸の回転機構を有し、全ての飛行計器を効果的に再現していた。失速兆候の振動、引き込み式降着装置の速度超過、スピンの条件を作り出せた。取り外し可能な不透明の風防を取り付けることができ、これを使用することにより暗視飛行の状態を再現し、特に計器飛行と航法の訓練に有用であった。

#### ANT-18の設計と構造
ANT-18は2つの主要な部位から構成されている。
一つ目の主要部位はトレーナー自体である。これはほぼコックピットと全部胴体の形状を模した木製の箱であり、自在継手を介して土台部と結合されている。単座のコックピットには主/従の操縦装置と飛行計器一式を備えており、台座の中には姿勢変化を作り出すための空気圧で作動するふいご、ふいごと幾つかの計器を作動させるための真空ポンプ、残りの計器を作動させるテレゴン・オシレーター（Telegon Oscillator）として知られる装置といった複雑な機器が幾つか内蔵されている。
2つ目の主要な部位は、大きな地図台、飛行計器の表示器、「クラブ」（"crab"）として知られる可動式マーカーで構成される外部の教官席である。クラブは地図台の上のガラス面上に航行軌跡を記録していく。パイロットと教官はお互いヘッドフォンとマイクロフォンを通じて交信することができた。
ANT-18は主となる3つのふいごのセットを有している。1つ目のセットである4つのふいご（コックピット底部の4隅）がピッチングとローリングを制御している。コックピット前部の非常に複雑なフイゴのセットはヨーイングを制御しており、10個のフイゴ、2本のクランクシャフトと様々な歯車と滑車で回転モーターを構成し、このモーターがコックピット全体の360度方向への滑らかな回転を可能にしている。一組の電気スリップリングが下部の台座内で接触していることで、コクピットと台座間の電気の伝達を実現している。
3つ目のフイゴのセットはストールやバフェットなどの振動を再現している。訓練生と教官の機器には標準の交流110ボルト/240ボルトを変圧器を通して膨大な数の内部配線に低電圧の電気が供給されている。シミュレーションのロジックは全てアナログであり、真空管を応用したものであった。

## 現存機
数多くのリンクトレーナーが世界中に現存しており、ANT-18は現在でも多数が保管されている。米国とオーストラリアには特に多数が現存している。

### 日本
東京航空計器が1970年にライセンス生産したC-8G型式が、陸上自衛隊北宇都宮駐屯地内の航空学校で2011年まで使用され、現在は航空資料館に展示されている。
NT-2形式が、東京航空計器羽田メンテナンスセンター内の地上飛行訓練所で2010年頃まで、計器飛行証明取得前訓練用に1時間2万円程度で一般開放されていた。現在は廃棄処分処理された。
全日本空輸（ANA）の訓練施設「ANA Blue Base」にて、夜間や悪天候時等の教育として使用されていた個体が保管展示されている。

### オーストラリア
少なくとも22基のANT-18が様々な修復状態でオーストラリア内に現存している。これらの多くは博物館に所蔵されているが、大部分はこれらを1950年代にオーストラリア空軍から払い下げを受けたオーストラリア空軍士官学校の管理下にある。これらは1975年までオーストラリア空軍により整備されていたことで多くが現在でも全機能か一部機能が使用可能な程度に良い状態を維持している。近年になり数台が修復されたことで運用可能なANT-18の数が増加した。

### カナダ

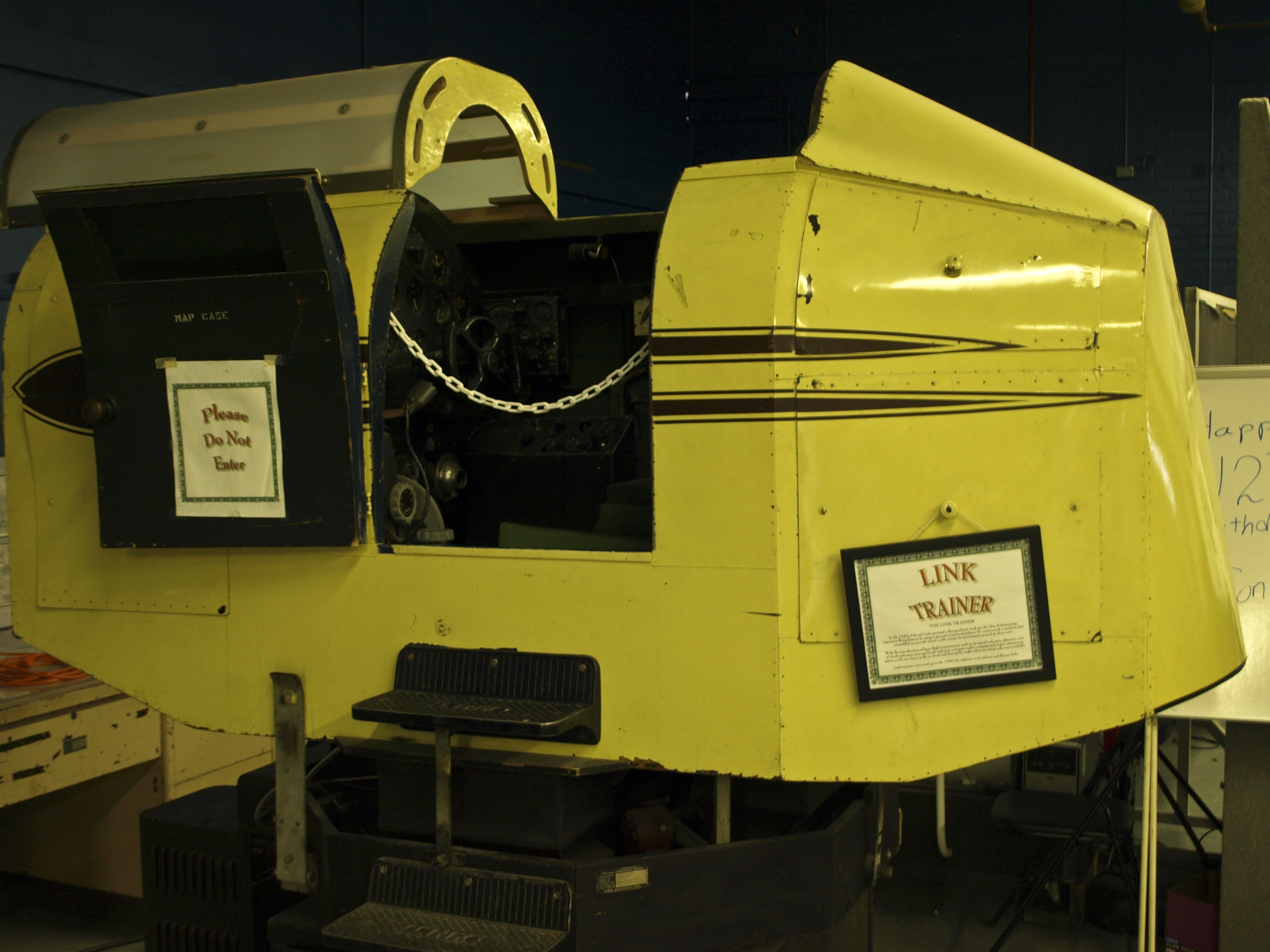
カナダ航空宇宙博物館のリンクトレーナー

全機能可動のリンクトレーナーがオンタリオ州ティルソンバーグのカナダ・ハーバード航空協会により所有/運用されている。その他のリンクトレーナーがカナダ航空宇宙博物館、西カナダ航空博物館、カナダ戦争博物館とイギリス連邦操縦訓練計画博物館に展示されている。ニューファンドランド・ラブラドール州ガンダーの北大西洋航空博物館に展示されているリンクトレーナーはTVシリーズの『Above and Beyond』（2006年）で使用された。第二次世界大戦中に第15操縦訓練学校（No. 15 Service Flying Training School）があったクレアズホームの博物館にもリンクトレーナーが展示されている。

### 英国
数多くのリンクトレーナーが英国内に現存していることが知られている。現存機の所在は以下の通り：
- ブルックランズ博物館（英語版） (ANT-18)
- ウェルフォード博物館（The Welford Museum）
- 航空訓練軍団（英語版） 第424（サザンプトン）飛行隊
- 航空訓練軍団 第195（グリムスビー）飛行隊　2000年辺りで修復されて完動状態
- 航空訓練軍団 第1394業務飛行隊（Woking Squadron）　完動状態
- 航空訓練軍団 第328（キングストン）飛行隊　(ANT-18)
- 航空訓練軍団 第130（バーンマス）飛行隊[11]
- 航空訓練軍団 第1344（カーディフ）飛行隊
- Wellingborough School CCF RAF Section（英語版）[12]
- ダックスフォード帝国戦争博物館
- カナーヴォン空港航空博物館（英語版）（ノース・ウェールズ（英語版））
- ブレンゼット航空博物館（英語版）（ケント (イングランド)）
- マンソン歴史クラブ（英語版）[13]（ケント (イングランド)）
- ロチェスター空港（英語版）（ケント (イングランド)）
- タンメア航空博物館（英語版）（ウェスト・サセックス）
- ノースイースト航空博物館（英語版）（サンダーランド (イングランド)）[14]

### セルビア
ベルグラードの航空博物館の1基とAeroklub Valjevoが所有する1基以外に少なくとも3基が現存していることが知られている。Valjevoが所有する1基は1980年代まで稼動しており、現状では新しいバキューム管が必要な状態であるがそれ以外は良好な状態を保っている。

### 米国
テキサス州テレルのテレル地方空港の敷地内にある英第1操縦訓練学校博物館（British Flight Training School#1 Museum）は、教官席が付属した完全な状態のリンクトレーナーを館内に展示している。この博物館はレンドリース法の一環として英国の操縦訓練生が米国内で民間の教官により訓練を施されることが許されたことで1941年8月から第二次世界大戦終結までの間に2,000名の訓練生がテレルで訓練を受けたことを記念して設置されている。
タスキーギ・エアメンの訓練に使用されたリンクトレーナーは、ワーナーロビンス近郊のロビンス空軍基地にある航空博物館に展示されている。国立アメリカ空軍博物館は展示用のリンクトレーナーを所有しており、これは2009年最初の週の「今週の目玉」（"Aircraft of the Week"）となった。
ニューヨーク州 ビンガムトンのロバーソン博物館（Roberson Museum）は、リンクトレーナーを含むエドウィン・リンク関連のものを展示している。熱気球愛好家で収集家でもあるボーランド・バルーンズ（Boland Balloons）のブライアン・ボーランド（Brian Boland）がバーモント州ポストミルズにリンクトレーナーを1基所有しており、ポストミルズ空港にある彼の航空博物館でこれを見ることができる。
可動状態のもう1基のリンクトレーナーはテキサス州ミッドランドのコメモラティヴ・エアフォース博物館（Commemorative Air Force Airpower Museum）に展示されており、米空軍の航空教育・訓練軍団 (AETC)の本拠地であるランドルフ空軍基地にも1基が展示されている。加えてテキサス州アディソンのCavanaugh Flight Museumにも展示されている。ユタ州のヒル空軍基地が展示用のリンクトレーナーを保有している。トラヴィス空軍基地にあるジミー・ドーリットル航空宇宙博物館にも1基が展示されている。
シアトルのペイン・フィールドにあるフライト・レストレーション・センター博物館（Museum of Flight Restoration Center）に2基が展示されており、1基は教官席が付属した完全な状態である。
2006年に1基の「ブルーボックス」がアラバマ州のフォートラッカー内アメリカ陸軍航空博物館の収蔵品に加えられた。
フロリダ州メルボルンのメルボルン国際空港内の航空博物館に1基のリンクトレーナーが展示されている。
サンディエゴ航空宇宙博物館の航空の黄金期ギャラリー（Golden Age of Flight Gallery）には来場者が計器盤を見ることができるように内部に照明が当てられて展示されている。2009年8月にエドウィン・リンクの孫娘が同館を訪れ、ボランティア博物館解説員と共に自分の体験を語った。ボランティア博物館解説員の一人は実際にリンクトレーナーを作動させて、その体験を来場者と共に分かち合った。

教官席が付属した完全な状態のリンクトレーナーがイリノイ州のブルーミントンにあるプレーリー航空博物館（Prairie Aviation Museum）に展示されている。
ニュージャージー州のミルヴィル空港にあるミルヴィル陸軍飛行場博物館（Millville Army Air Field Museum）は2基を保有しており、1基は可動状態で第二次世界大戦リンクトレーナー館（World War II Link Trainer building）に展示されている。
1943年頃の教官席付属のリンクトレーナーがモフェット連邦空港にあるNASAのエイムズ研究センターに展示されている。このトレーナーは1992年に完全動作するように物理的、機械的に修復されているが、第二次世界大戦中に製作されたリンクトレーナーに見られるようにこの個体には元々主翼と尾翼が付いていなかった。しかし修復の過程でオリジナルのリンク社の資料から「パドル型」主翼部と尾翼部が製作されて取り付けられた。
フロリダ州ティトゥスヴィルにあるヴァリアント・エアコマンド大戦機博物館に教官席付きのリンクトレーナーが収蔵されている。

### チェコ共和国
プラハ航空博物館（クベリ）